# Привокзальная площадь (Казань)
Привокза́льная пло́щадь (тат. Вокзал яны мəйданы) — площадь в историческом центре, Вахитовском районе Казани. 

## История
Площадь была организована в 1890-х годах вместе с сооружением вокзала Московско-Казанской железной дороги на части бывшей грязной и криминальной снесённой Мокрой слободы, которая была застроена небольшими частными деревянными жилыми зданиями с дешёвыми ночлежками и не имела освещения и канализации.
Названная по расположенному на ней железнодорожному вокзалу, площадь находится между путями железной дороги и началами улиц Нариманова, Бурхана Шахиди, Чернышевского, Рустема Яхина. К площади также относят расположенную севернее вторую площадку за зданием пригородного вокзала между путями и улицей Саид-Галиева.
В центре площади находится реконструированная к Тысячелетию города в 2005 году зелёная зона с аллеями, скамейками, газонами, вокруг которой расположены торговые палатки. Южнее зелёной зоны расположена асфальтированная площадка, где до 1999 года находились конечные разворотные петли трамваев, идущих в юго-восточном направлении (а в 1958—1973 годах идущих также и в северо-западном направлении) и троллейбусов.
При подготовке к Универсиаде 2013 площадь была полностью создана заново. Появились фонтаны, брусчатка, скамейки, подземная парковка. 

## Примечательные объекты
На площади расположены:
- главное здание вокзала, памятник архитектуры 1896 года и городская достопримечательность;
- пригородное здание вокзала с достопримечательным большим торцевым панно с видом татарской девушки;
- административное здание вокзала
- почтово-багажное здание вокзала с Республиканским центром перевозки почты (РЦПП) и почтовым отделением;
- здание управления Казанского отделения Горьковской железной дороги;
- историческое складское здание и примыкающее к нему офисно-торговое здание;
- комплекс зданий сервисно-торгового центра «Ильдан» и бывшего главного офиса «Татфондбанка» (до марта 2017 года);
- жилой дом-«хрущёвка», построенный по специальному проекту с улучшенным экстерьером и магазинами на первом этаже.

На второй площадке расположены:
- центральная диспетчерская горэлектротранспорта;
- сервисное здание вокзала с кассами дальнего следования;
- здание сервисно-торгово-офисного центра с театром моды «Лик» и супермаркетом «Пятёрочка+»;
- пункт общепита «Макдоналдс»;
- здание гостиницы «Волга»;
- здание ведомственной гостиницы «Казаньоргсинтеза»;
- небольшое здание ОВД на железнодорожном транспорте с кафе;
- остающиеся (рядом со снесёнными) небольшие торгово-жилые здания.

За зданием сервисно-торгово-офисного центра «Лик» находится казанский ЦУМ, между этим центром, «МакДональдсом» м гостиницей «Волга» можно пройти в сторону станции метро «Кремлёвская» и Кремля.

## Транспорт
На асфальтированной площадке площади находятся конечный пункт отправления пригородных и междугородных автобусов нескольких направлений и автостоянка. Под площадью имеется подземная автостоянка на 335 машин. На второй площадке в 1999 году сооружён подземный пешеходный переход через улицу Саид-Галиева.
Через площадь проходят все виды городского общественного транспорта, кроме метро. 

### Трамвай
На второй площадке расположен комплекс разворотных петель и две конечные остановки трамвайных маршрутов № 2, 3, 5, 5а, 7, для маршрута № 1 остановка является промежуточной. Через площадь некогда в разное время также проходили другие маршруты трамваев (№ 4, 9, 14, 19, 20, 21, 22 ранее и № 8 много ранее).

### Троллейбус
Троллейбусные маршрут № 7 - имеет на площади конечную остановку. Через площадь некогда в разное время также проходили другие маршруты троллейбусов (№ 1, 4, 6, 10, 17, 18, 19, 20 ранее и № 2, 5 много ранее).

### Автобус
Автобусные маршруты № 2, 10/10а, 30, 53, 63, 72, 74 проходят через площадь, № 68 имеет конечную остановку на ней. Имеются две автобусно-троллейбусные остановки: «Железнодорожный вокзал» (именуется также как «Магазин Столичный») на самой площади  и «Саид-Галиева» на второй площадке. Такси подъезжают к главному зданию вокзала.

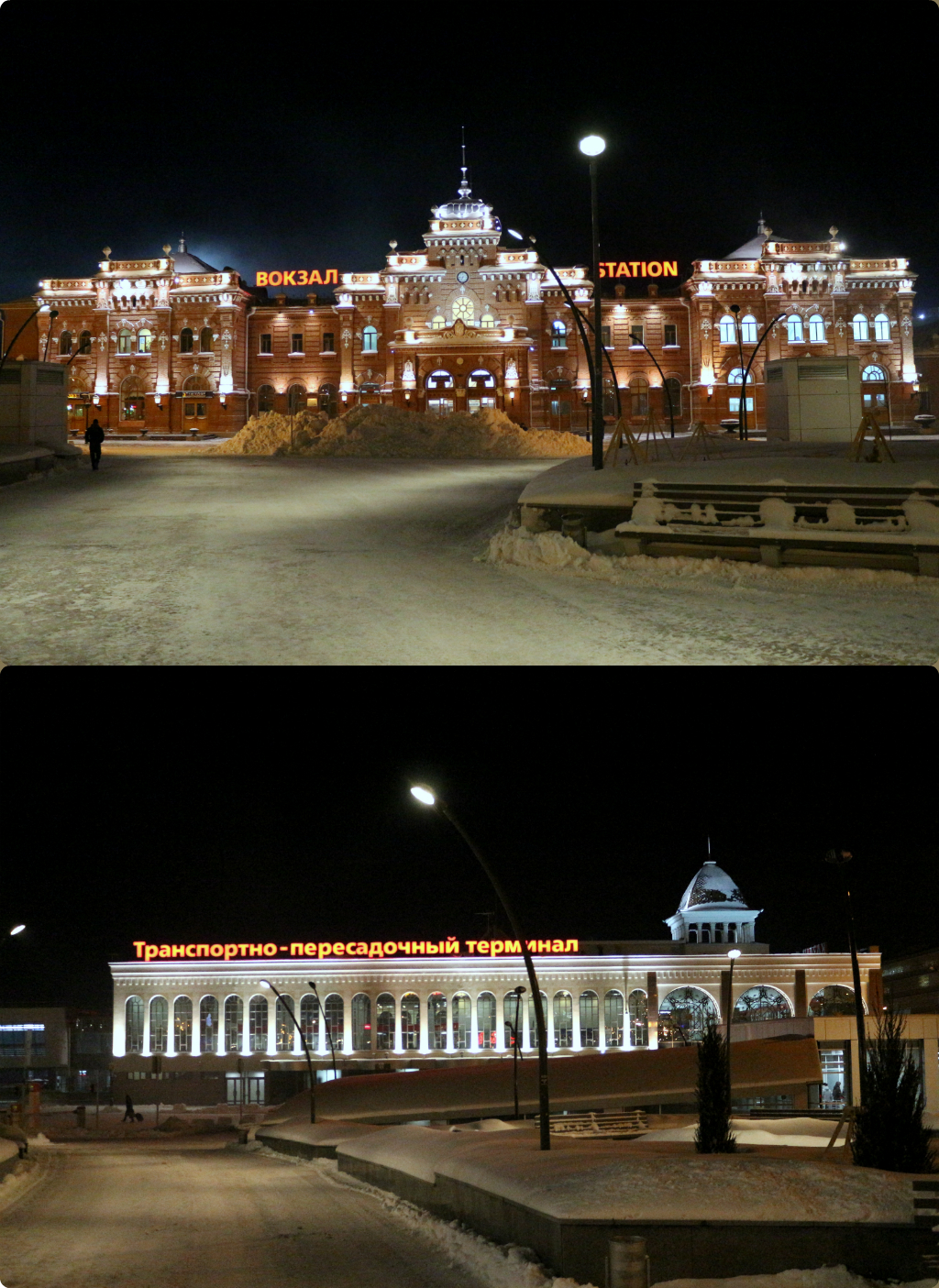
главное и пригородное здания вокзала в ночной подсветке

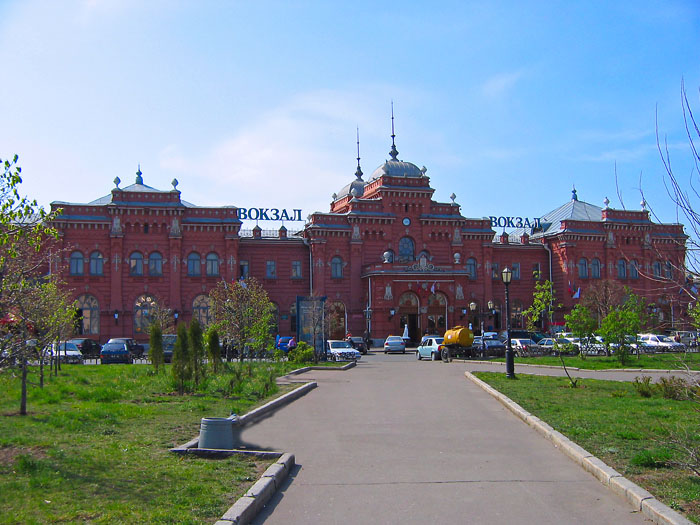
зелёная зона на площади
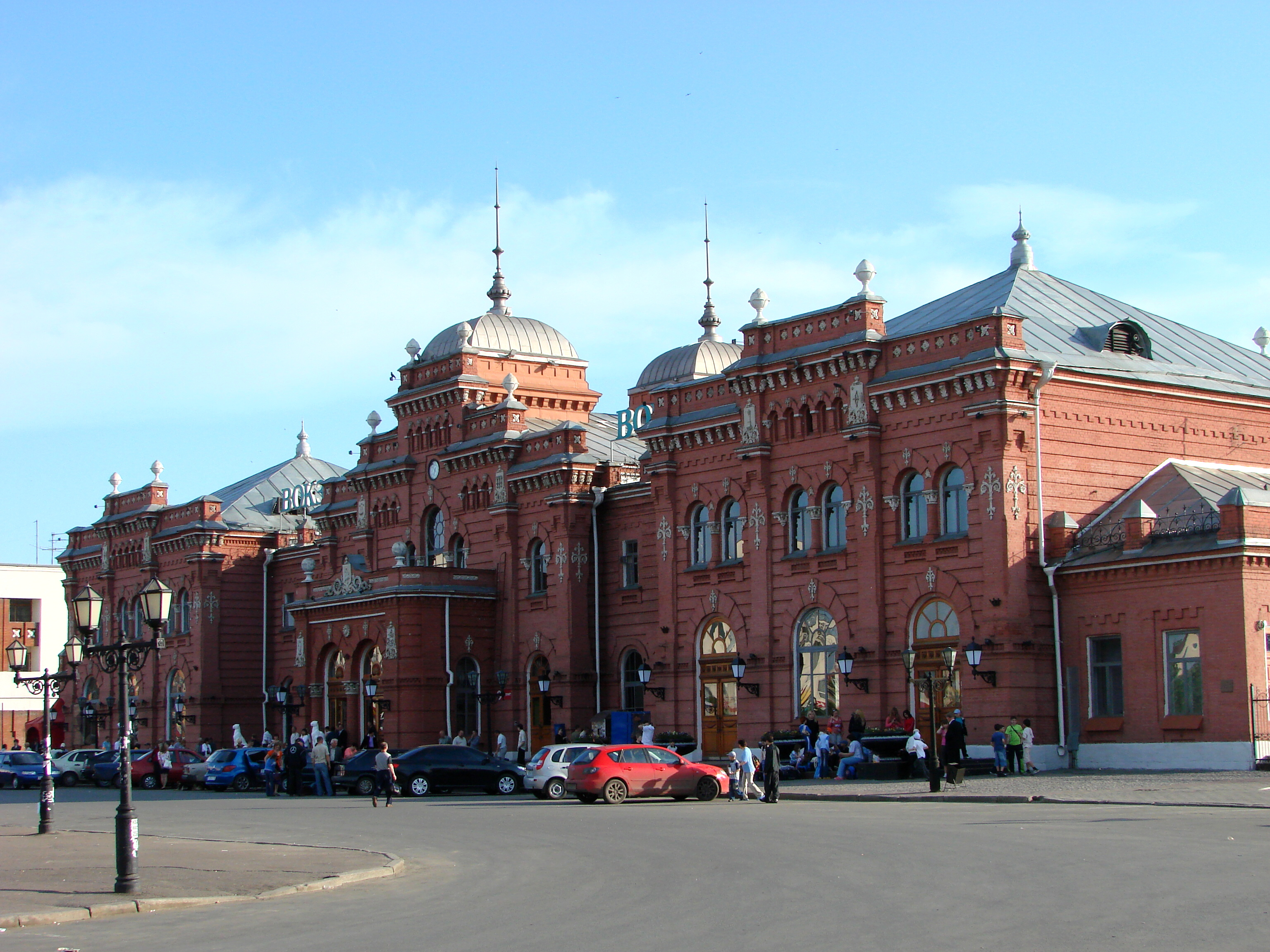
стоянка такси перед главным зданием вокзала
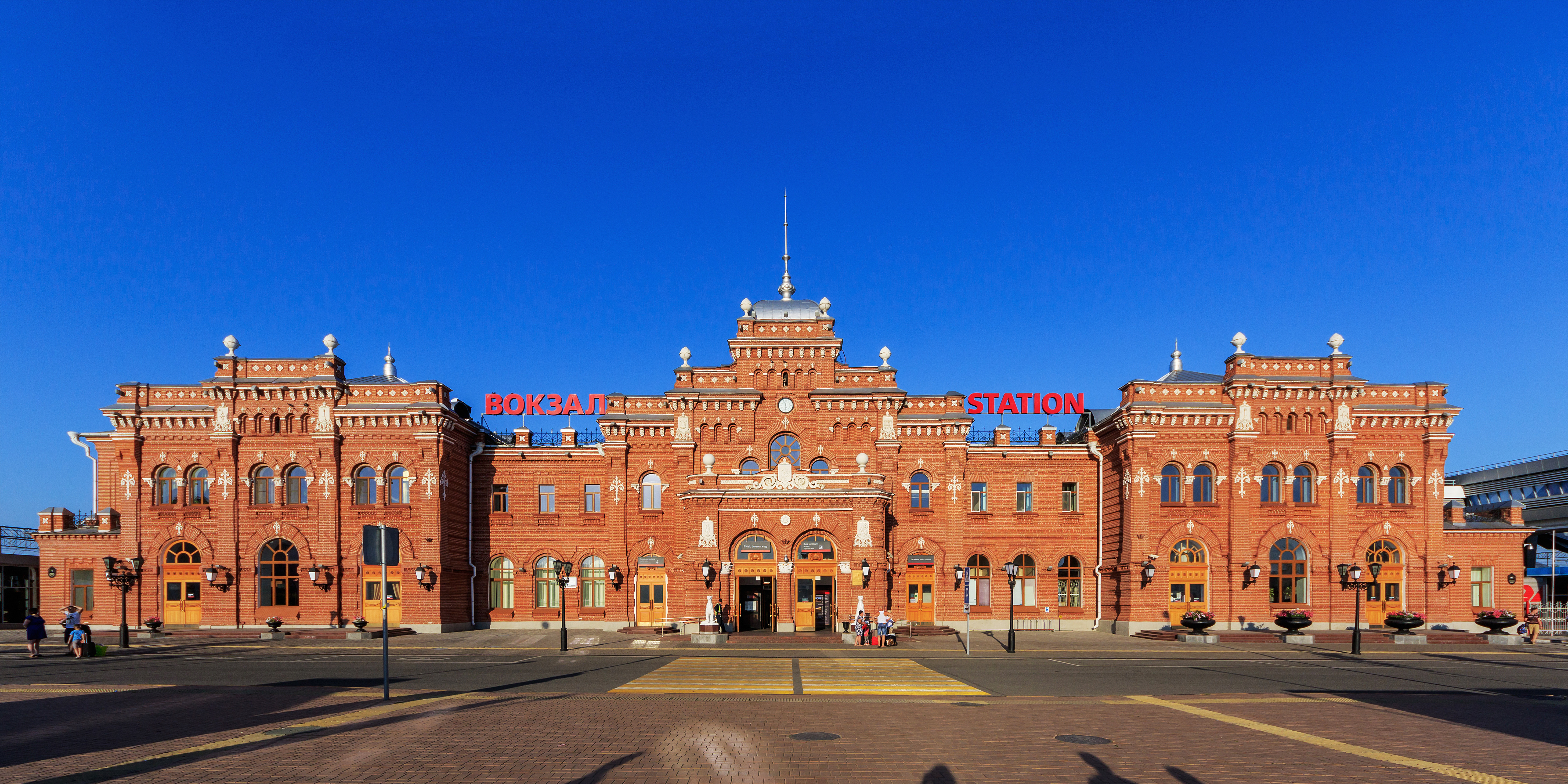
главное здание вокзала
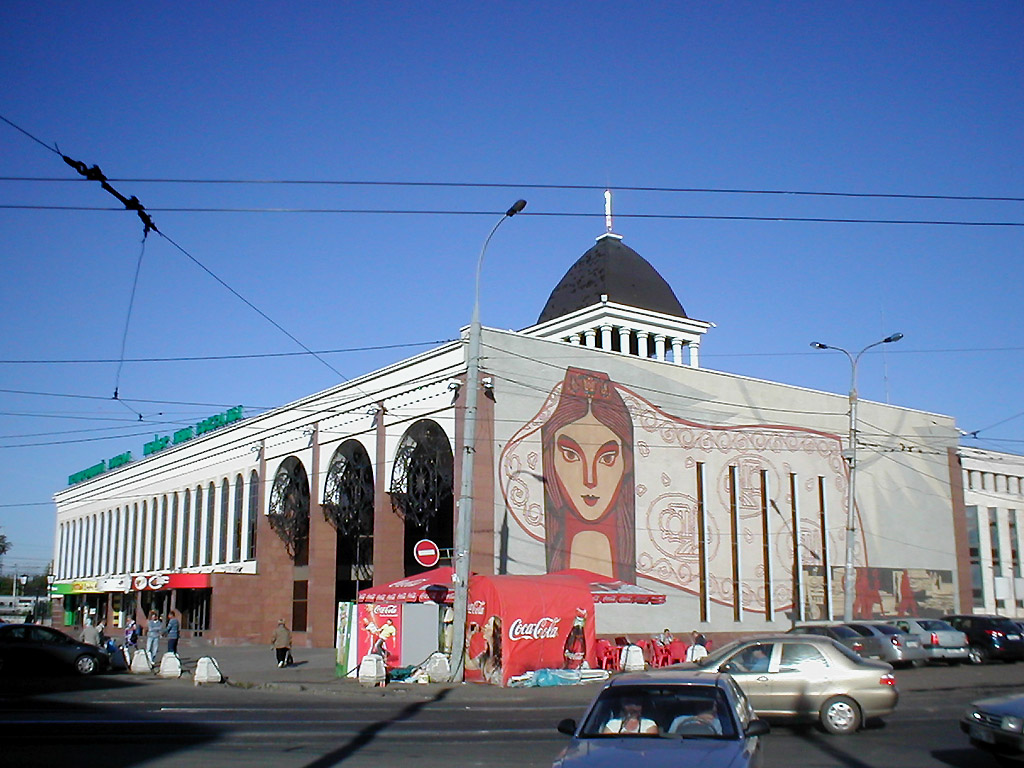
пригородное здание вокзала
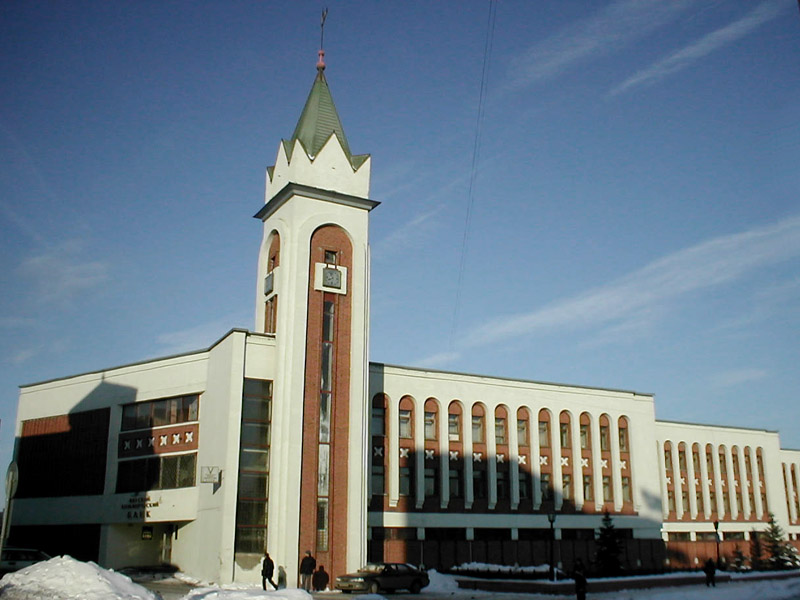
административное здание вокзала
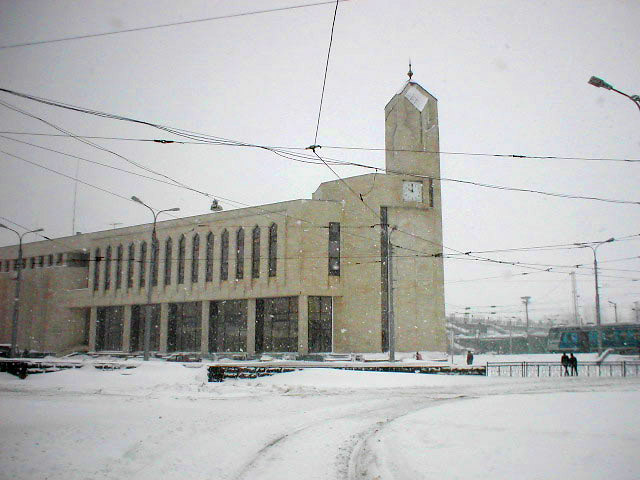
сервисное здание вокзала
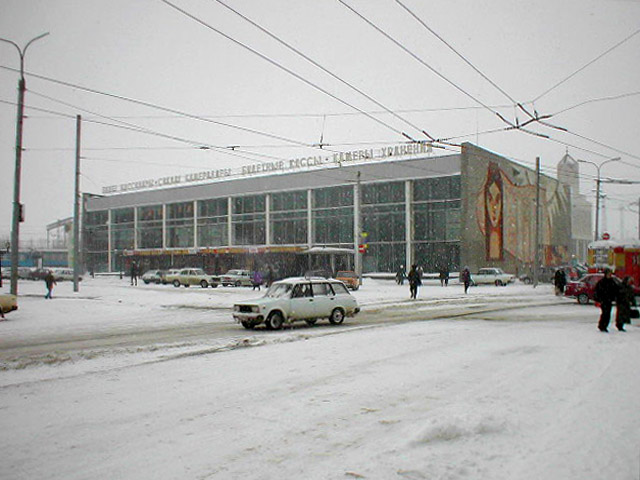
пригородное здание вокзала до реконструкции